# Ernst Florens Friedrich Chladni
Ernst Florens Friedrich Chladni (Wittenberg, 30. studenog 1756. – Breslau, danas Wrocław, 3. travnja 1827.), njemački fizičar i glazbenik. Opisao figure koje je dobio, na kovinskim pločama posutima pijeskom, povlačenjem gudala ili udarcem batića. Chladnijeve figure pokazuju čvorne točke titranja ploče, a oblik im ovisi o načinu pobude i o mjestu gdje se pritiskom prsta prisilno stvori čvorna točka. Utvrdio je brzinu širenja zvuka u raznim plinovima. Prvi je ustvrdio (1794.) da su meteori izvanzemaljskoga (kozmičkoga) podrijetla.

## Meteoriti
Meteoriti predstavljaju najiskonskiji materijal koji nam je na raspolaganju. Potječu iz vremena nastanka Sunčeva sustava. Ujedno su i prvi izvanzemaljski predmeti koje je čovjek dotakao, a da pritom nije bio toga svjestan. Stoljećima su predstavljali nedokučivu tajnu. Kako su bili nađeni na tlu poslije vrlo zapaženog prolaza kroz atmosferu, prozvani su "nebeskim kamenjem". Bile su postavljene hipoteze da su meteoriti proizvodi dalekih vulkanskih erupcija, ili da nastaju od kamenja nakon udara munje. Postojala je i hipoteza međuplanetarnog ishodišta. Podržavao ju je Ernst Chladni, koji je 1794. ustanovio sistemsku vezu između pojava bolida i nalazišta meteorita. Alois von Widmanstätten otkrio je 1808. da jetkana (nagrizana) površina prereza željeznog meteorita, koji je 1751. pao kod Hrašćine (Hrašćinski meteorit) u Hrvatskom zagorju, pokazuje vrlo svojstvene oblike kojih nema u željezu koje potječe iz Zemljine kore. Time je nađen način da se željezni meteoriti odrede i mnogo godina kasnije nakon pada. Danas se u muzejima čuva preko 7 000 meteorita s ukupno više od 500 tona težine. Među njima ima oko 1000 meteorita pokupljenih nakon pada pošto su bljeskom bili najavljeni. Ostali su slučajno nađeni. Zanimljivo je da je na Antarktici pokupljeno oko 5 000 primjeraka. Najveći nađeni kameni meteorit ima više od 1 tone (pao u Kini 1976.), a željezni 60 tona (Meteorit Hoba, Namibija).
Na putu kroz atmosferu, tijelo meteorita se zagrijava do 10 000 °C i drobi. Toplina ne utječe na materijal dublje od površine 1 - 2 mm, jer se prije rastali vanjski sloj nego što se toplina prenese u sredinu meteorita. Vanjski sloj se rasprskava i isparava. Oni kameni meteoriti koji se pokupe ubrzo nakon pada pokazuju staklastu, ocakljenu koru, a koru od željeznog oksida u obliku skrutnutih kapi ako su željezni. Zbog čeonog otpora zraka, meteorit se većinom usporava i stiže na tlo u slobodnom padu. To je razlog zašto pri njihovu prizemljenju često nema eksplozivne pojave. Meteorit se znade zabiti u dubinu od nekoliko metara, no katkada oštećenje tla jedva da se i vidi. Veća tijela u atmosferi bitno se ne usporavaju, pa pustoše površinu i stvaraju kratere. I Zemlja je posijana udarnim kraterima kao i ostala nebeska tijela, no krateri su maskirani i preoblikovani naknadnim geološkim procesima. Zamijećeni ostaci kratera nazivaju se astroblemi (grč. zvjezdane rane).